# DROP
DROP je příkaz DDL SQL, který slouží k odstranění databázových objektů. Všechny jeho možnosti se mohou lišit podle typu databáze, proto jsou v následujícím přehledu uvedena nejběžnější použití společná většině databázových platforem:
- DROP TABLE pro odstranění tabulky (nejen dat, ale i struktury tabulky a uvolnění paměťového prostoru, který byl pro tabulku vyhrazen)
- DROP VIEW pro odstranění pohledu
- DROP INDEX pro odstranění indexu
- DROP PROCEDURE pro odstranění uložené procedury – pokus o volání procedury od této chvíle skončí chybou

## Syntaxe
```
  
DROP
 
<
DATABASE
 
|
 
TABLE
 
|
 
VIEW
 
|
 
INDEX
 
|
 
PROCEDURE
>
 
<
nazev
 
objektu
 
[,...
n
]

```

### Poznámka
V MySQL se DROP nevztahuje na použití transakcí. Respektive, bezprostředně po jeho použití se automaticky provede COMMIT, takže tuto operaci není v tomto SŘBD možné vrátit zpět.